# فضل‌الله معتمدی
فضل‌الله معتمدی سیاست‌مدار ایرانی بود، که در  دوره بیست و دوم  بعنوان نماینده شهر ری در مجلس شورای ملی حضور داشت.